# محمد الدوري
محمد عبد الله الدوري (12 سبتمبر 1941)، سياسي ودبلوماسي وأكاديمي عراقي. آخر مندوب دائم للعراق في الامم المتحدة بنيويورك قبل غزو العراق . بكالوريوس قانون من كلية الحقوق في جامعة بغداد . دكتوراه دولة في الحقوق . أستاذ القانون الدولي في جامعة بغداد . عميد كلية القانون بجامعة بغداد للفترة من 1983 - 1998. ممثل العراق في مكتب الامم المتحدة بجنيف. ثم سفيراً للعراق في الأمم المتحدة ومندوب العراق الدائم في نيويورك 2001 -2003 . ترك منصبه وغادر نيويورك عند احتلال بغداد.

## النشأة
ولد في 12 سبتمبر 1941 ببغداد، وعائلته من مدينة الدور وإليها يُنتسب. ودرس في جامعة بغداد وحصل على شهادة البكالوريوس في القانون عام 1964. وفي عام 1973، حصل الدوري على درجة الدكتوراه في القانون العام من جامعة ديجون الفرنسية. وكان عميداً لكلية الحقوق في جامعة بغداد من عام 1983 إلى عام 1998 وكان خلالها أستاذاً للقانون الدولي العام.

## عمله الدبلوماسي
كان الدوري عضواً في الوفد العراقي لدى الأمم المتحدة من عام 1980 إلى عام 1984. ومن عام 1994 إلى عام 1996، كان الدوري رئيسا للدائرة القانونية وإدارة حقوق الإنسان في وزارة الخارجية العراقية. شغل منصب ممثل العراق لدى مكتب الأمم المتحدة في جنيف من عام 1999 حتى تعيينه سفيراً للعراق لدى الأمم المتحدة في فبراير 2001. قبل وأثناء غزو العراق عام 2003، اكتسب الدوري اهتماماً دولياً لانتقاداته اللاذعة للولايات المتحدة وإيران. ودفاعه القوي عن نظام صدام حسين. وفي 9 أبريل، أصبح الدوري أول مسؤول عراقي رفيع المستوى يعترف بانهيار حكومة صدام حسين. واستقال من منصبه سفيراً لدى الأمم المتحدة في 11 أبريل 2003، وغادر الولايات المتحدة إلى فرنسا، وصف الدوري صدام حسين بأنه "طاغية" واعتذر عن بعض التصريحات "القاسية" التي أدلى بها بشأن الولايات المتحدة عندما كان سفيرا. ومع ذلك، أصبح الدوري أيضًا منتقدًا رئيسيًا للوجود الأمريكي في العراق ودعا إلى انسحاب القوات الأجنبية من البلاد. ويقيم حاليًا في دبي، الإمارات العربية المتحدة. في مقابلة تلفزيونية بثت في 22 سبتمبر 2010 على قناة صناع القرار ، تكهن علنًا باحتمال أن تكون الولايات المتحدة متواطئة في أحداث هجمات 11 سبتمبر 2001. وأكد أن "طغيان الولايات المتحدة، وأهدافها في حكم العالم والسيطرة على العالم كله من الشمال إلى الجنوب ومن الشرق إلى الغرب كانت في رأيي السبب غير المباشر لأحداث 11 سبتمبر إن لم تكن السبب المباشر". وادعى أن الكثير من الناس "شككوا في قدرة القاعدة على تنفيذ مثل هذا الحدث الخطير والمزعزع... كثير من الناس يزعمون أن المخابرات الأمريكية - أو على الأقل جزء من البنتاغون - كانت وراء 11 / 9 . وما يعلمه إلا الله».